# Manchuiska

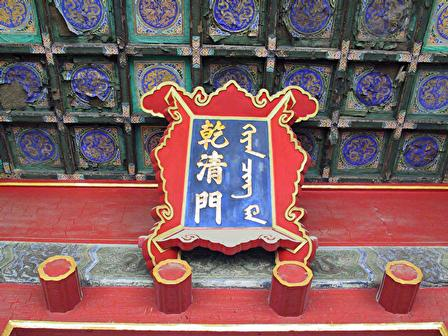
Skylt från Förbjudna staden med både kinesisk och manchuisk text

Manchuiska är ett manchu-tungusspråk talat av ett fåtal manchuer i provinsen Heilongjiang i Manchuriet i nordöstra Kina. I lexikaliskt hänseende (ordrötterna) står manchuiskan närmast de tungusiska dialekterna i östra Sibirien, men i formellt hänseende närmare till mongoliskan. 
Manchuiska delas ofta i fyra olika dialekter:
- alechuxa
- bala
- jing
- lalin

## Fonologi
Vokalharmonin framträder här mindre än i turkiskan och ungerskan. Däremot finnes i manchuiskan en art av skiftning i själva stammens vokaler från hårda till mjuka, varigenom motsatsen emellan det "överlägsna" och "underlägsna" antydes, till exempel ganggan, stark, genggen, svag, áma, far, eme, mor, wasi, nedstiga, wesi, uppstiga, o. d.

### Konsonanter
|               |               | Bilabiala | Labiala | Dentala | Alveolara | Palatala | Velara  | Uvulara |
| ------------- | ------------- | --------- | ------- | ------- | --------- | -------- | ------- | ------- |
| Nasaler       | Nasaler       | m         |         | n       |           |          | ŋ       |         |
| Klusiler      | Icke-asp.     | p         |         | t       |           | tʃ       | k ~ g   |         |
| Klusiler      | Aspirerade    | pʰ        |         | tʰ      |           | tʃʰ      | kʰ ~ qʰ | kʰ ~ qʰ |
| Frikativer    | Frikativer    |           | f       |         | s         |          | x ~ χ   | x ~ χ   |
| Approximanter | Approximanter |           |         |         |           | j        |         |         |
| Tremulanter   | Tremulanter   |           |         | r       | r         |          |         |         |
| Lateraler     | Lateraler     |           | l       | l       |           |          | w       |         |

Källa:

### Vokaler
|             | Främre | Central | Bakre  |
| ----------- | ------ | ------- | ------ |
| Sluten      | i \| y |         | u      |
| Halvsluten  |        |         | ʊ      |
| Mellanvokal | e      |         | ɤ \| o |
| Mellanöppen |        |         | ɔ      |
| Öppen       | a      |         |        |

Källa:

## Grammatik
Ordbildningen sker uteslutande med suffix. Prefix, prepositioner och grammatiskt genus saknas. Pluralis uttrycks för animater genom ändelserna -sa eller -ta, annars genom reduplikation eller ord som "många" osv. Man brukar räkna med fem kasus (nominativ, utan ändelse, genitiv, dativ, ackusativ, ablativ), men sammanfogningen är lösare än i latin och grekiska. 
Adjektivet är oböjligt och går som övriga bestämningsord alltid före det som det bestämmer. Possessiv uttrycks inte som i de flesta altaiska språk med suffix, utan med genitivformer av personliga pronomen. Elativ saknas helt. Verbet böjs inte för numerus eller person (som svenskan), men har däremot alla de typer av avledningar av verbstammar som är typiska för de altaiska språken, som kausativa frekventativ, intensiv osv. Verbrotens grundform är imperativ. Temporala och modala stammar, infinitiv och particip uttrycks med särskilda, vokalharmoniskt växlande suffix, t. ex. omi, drick, omi-me, att dricka, bi (si, i, be) omi-he, jag (du, han, vi) drack, omi-ne-me, att börja dricka, bi (tse) omi-ne-he, jag (de) började dricka.

## Skriftspråk
Manchuiska skrivs med en utökad variant av den mongoliska skriften, i lodräta rader uppifrån och ner; raderna följer varandra från höger till vänster. Enligt officiell historieskrivning skapades det manchuiska alfabetet av två lärde, Erdeni och G'aig'ai, 1599 på order från manchuernas ledare Nurhaci. Först sedan manchuerna erövrat Kina (1644) fick språket en mer omfattande litteratur, vilken till största delen består av översättningar (företrädesvis av historia och klassisk litteratur) från kinesiskan, som utövat ett genomgripande inflytande på manchuiskan.

## Litteratur och officiell status

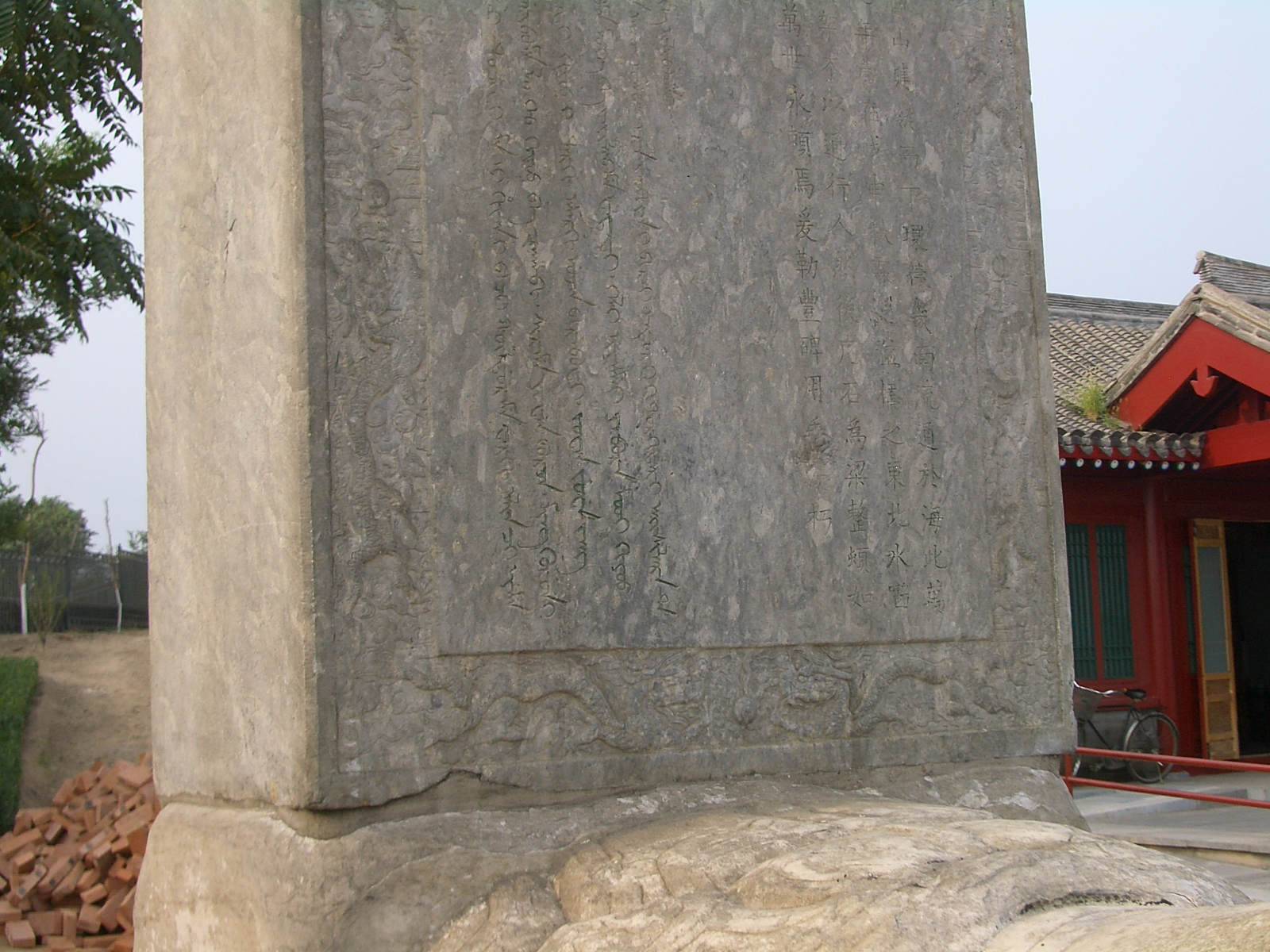
En stele av Kangxi med båda manchuiska och kinesiska nära Marco Polo-bron.